# Les Bouffons de Dieu
Les Bouffons de Dieu (The Clowns of God) est un roman de l'écrivain australien Morris West, paru à Londres en 1981 chez Heinemann. Il a été traduit en français par Anne Rives et publié à Paris en 1982 par Grasset.
Ce roman constitue le deuxième volet de la « Trilogie du Vatican » de l’auteur, après Les Souliers de saint Pierre et avant Lazare.

## Résumé
Jean-Marie Barette, ancien pape ayant abdiqué après avoir reçu une vision apocalyptique du retour imminent du Christ, vit en exil. Ses révélations, jugées hérétiques par le Vatican, provoquent un schisme au sein de l’Église. Alors que le monde est au bord de la guerre nucléaire, Jean-Marie tente de diffuser son message d’espoir et de rédemption, soutenu par un groupe hétéroclite de fidèles, surnommés « les bouffons de Dieu ». Ces marginaux, incluant des intellectuels, des religieux dissidents et des laïcs, luttent pour empêcher une catastrophe mondiale tout en affrontant l’hostilité des autorités ecclésiastiques et politiques.

## Réception critique
Le roman est salué pour son exploration des tensions entre foi, pouvoir et modernité. Les critiques apprécient la capacité de West à mêler suspense et questionnements spirituels, bien que certains reprochent à l’intrigue un certain manichéisme. L’œuvre reflète les préoccupations de l’auteur sur la pertinence de l’Église face aux crises contemporaines, un thème récurrent dans sa trilogie.

## Historique des publications
Après sa publication originale en 1981 par Heinemann à Londres, le roman a été publié notamment aux États-Unis par William Morrow and Company en 1981. En France, il est paru chez Grasset en 1982.
Le roman a été traduit dans plusieurs langues, dont l’espagnol et l’italien, en 1981-1982.